# Calesia comosa
Calesia comosa är en fjärilsart som beskrevs av Achille Guenée 1852. Calesia comosa ingår i släktet Calesia och familjen nattflyn. Inga underarter finns listade i Catalogue of Life.